# Кизильское сельское поселение
Кизи́льское се́льское поселе́ние — муниципальное образование в Кизильском районе Челябинской области Российской Федерации. В рамках административно-территориального устройства муниципальное образование  соответствует административно-территориальной единице Кизильский сельсовет.
Административный центр — село Кизильское.

## История
Статус и границы сельского поселения установлены Законом Челябинской области от 17 сентября 2004 года № 276-ЗО «О статусе и границах Кизильского муниципального района и сельских поселений в его составе»

## Население
| 2002  | 2010  | 2011  | 2012  | 2013  | 2014  | 2015  |
| ----- | ----- | ----- | ----- | ----- | ----- | ----- |
| 6888  | ↗6971 | ↘6958 | ↘6944 | ↘6857 | ↘6712 | ↘6593 |
| 2016  | 2017  | 2018  | 2019  | 2020  | 2021  | 2023  |
| ↘6563 | ↘6443 | ↘6359 | ↘6270 | ↘6145 | ↗6240 | ↘6103 |

- == Состав сельского поселения ==

| № | Населённый пункт | Тип населённого пункта       | Население |
| - | ---------------- | ---------------------------- | --------- |
| 1 | Кизильское       | село, административный центр | ↘5949     |
| 2 | Пролетарка       | посёлок                      | ↘174      |
| 3 | Соколки          | посёлок                      | ↘146      |

### Упразднённые населённые пункты
- Худолаз — упразднённый в 1995 году хутор[17][18].